# Incat

Logo

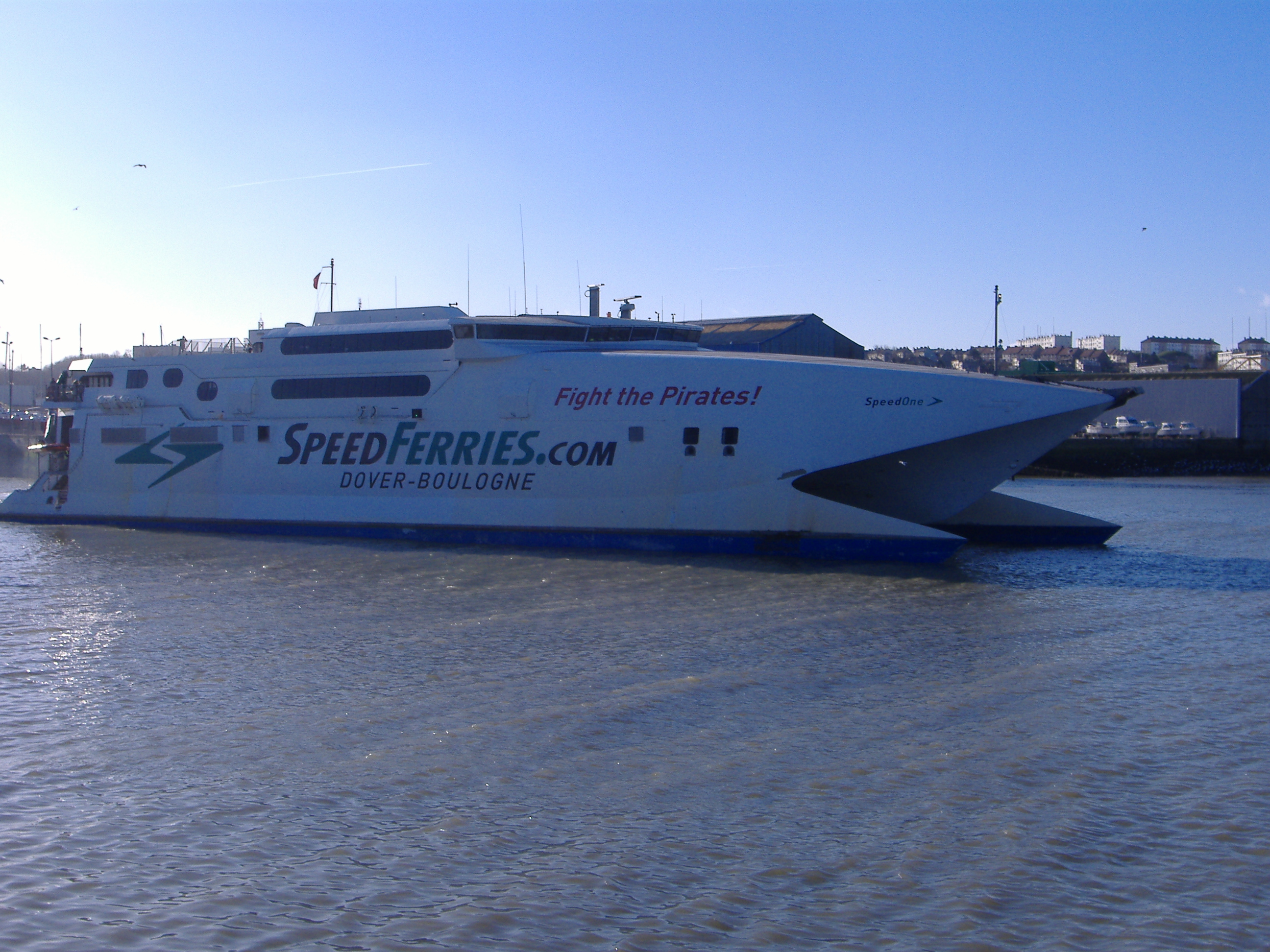
SpeedOne von SpeedFerries im Hafen von Boulogne-sur-Mer

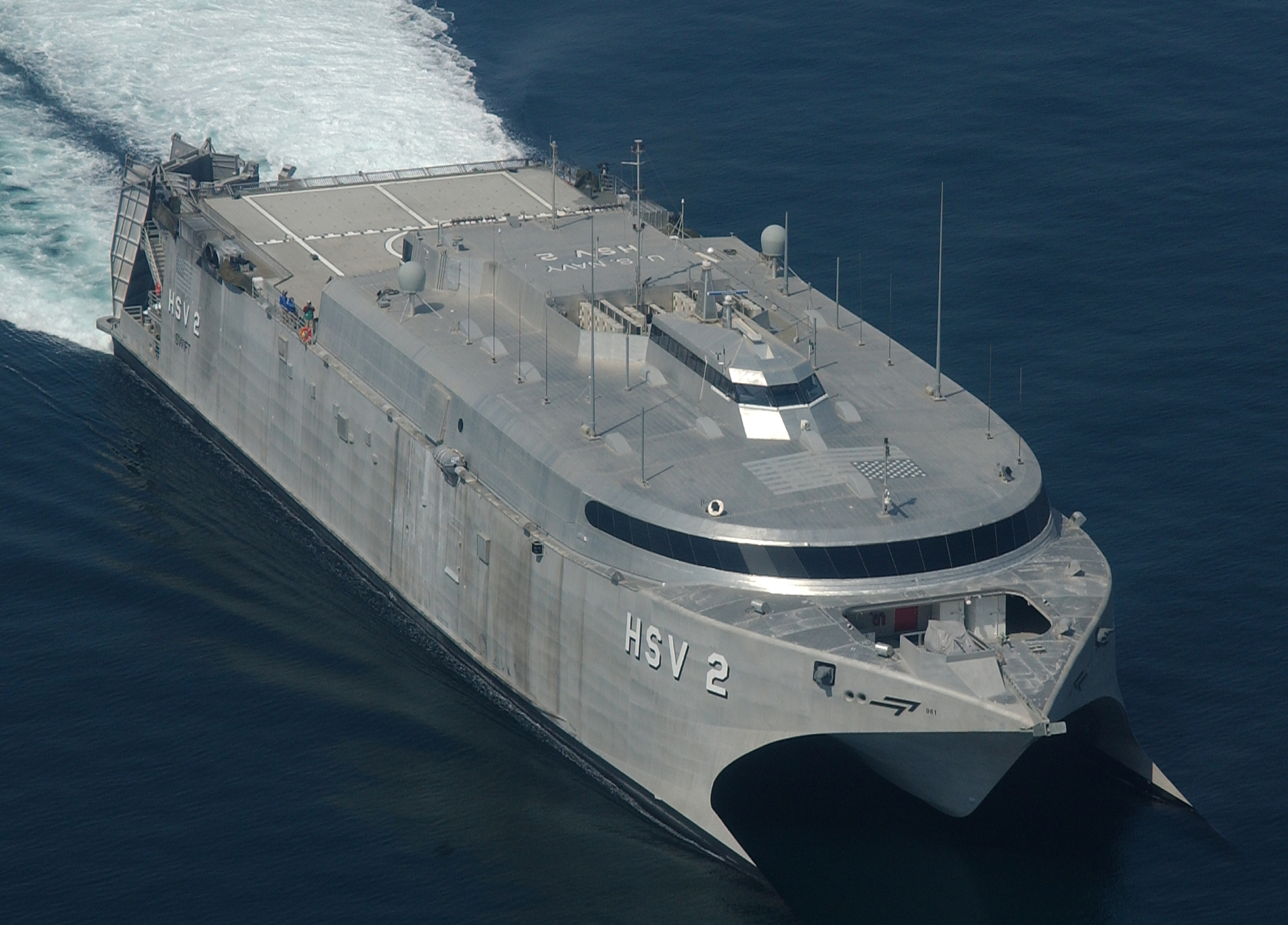
Die HSV-2 Swift im Persischen Golf

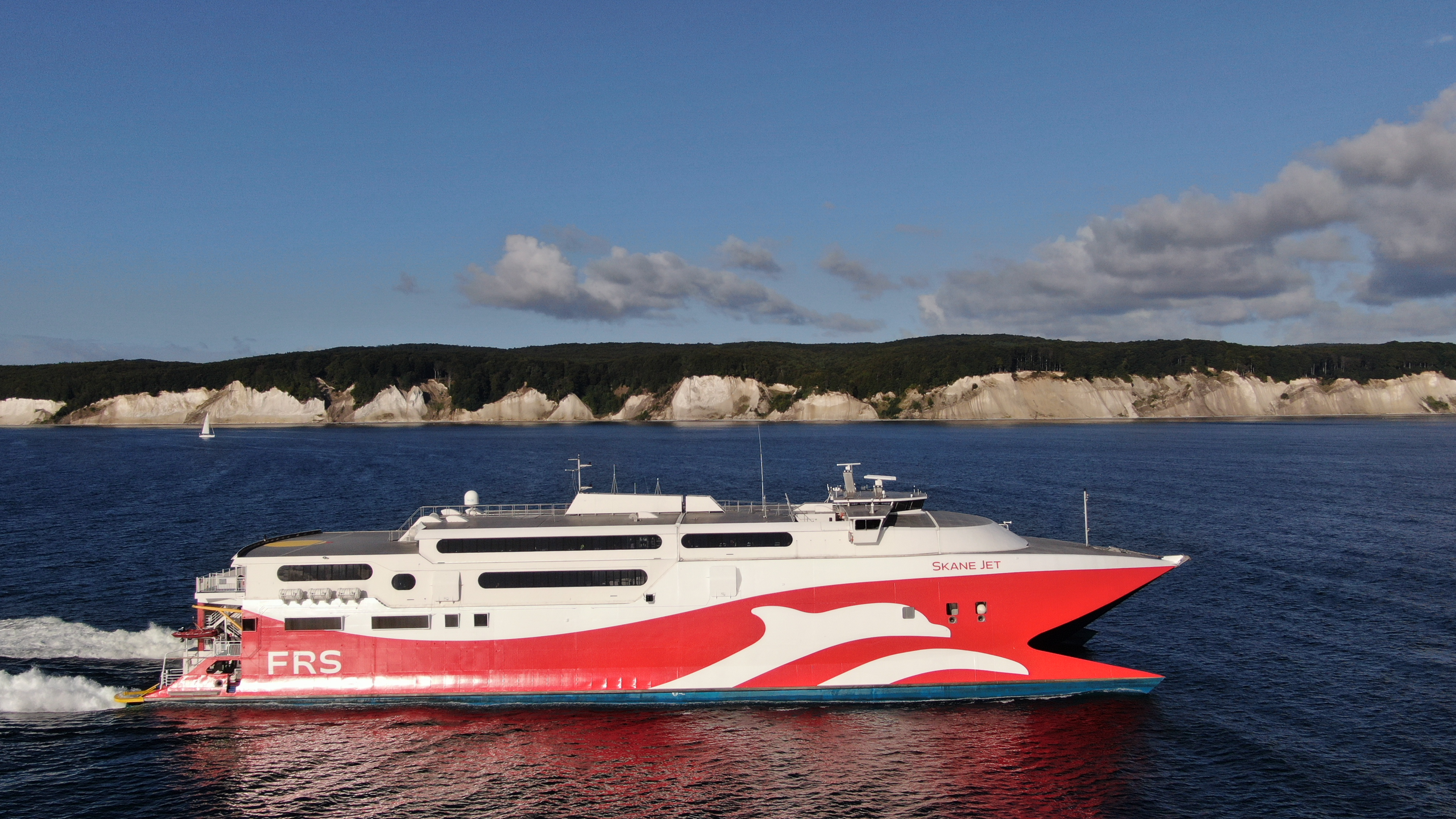
Skane Jet vor den Rügener Kreidefelsen.

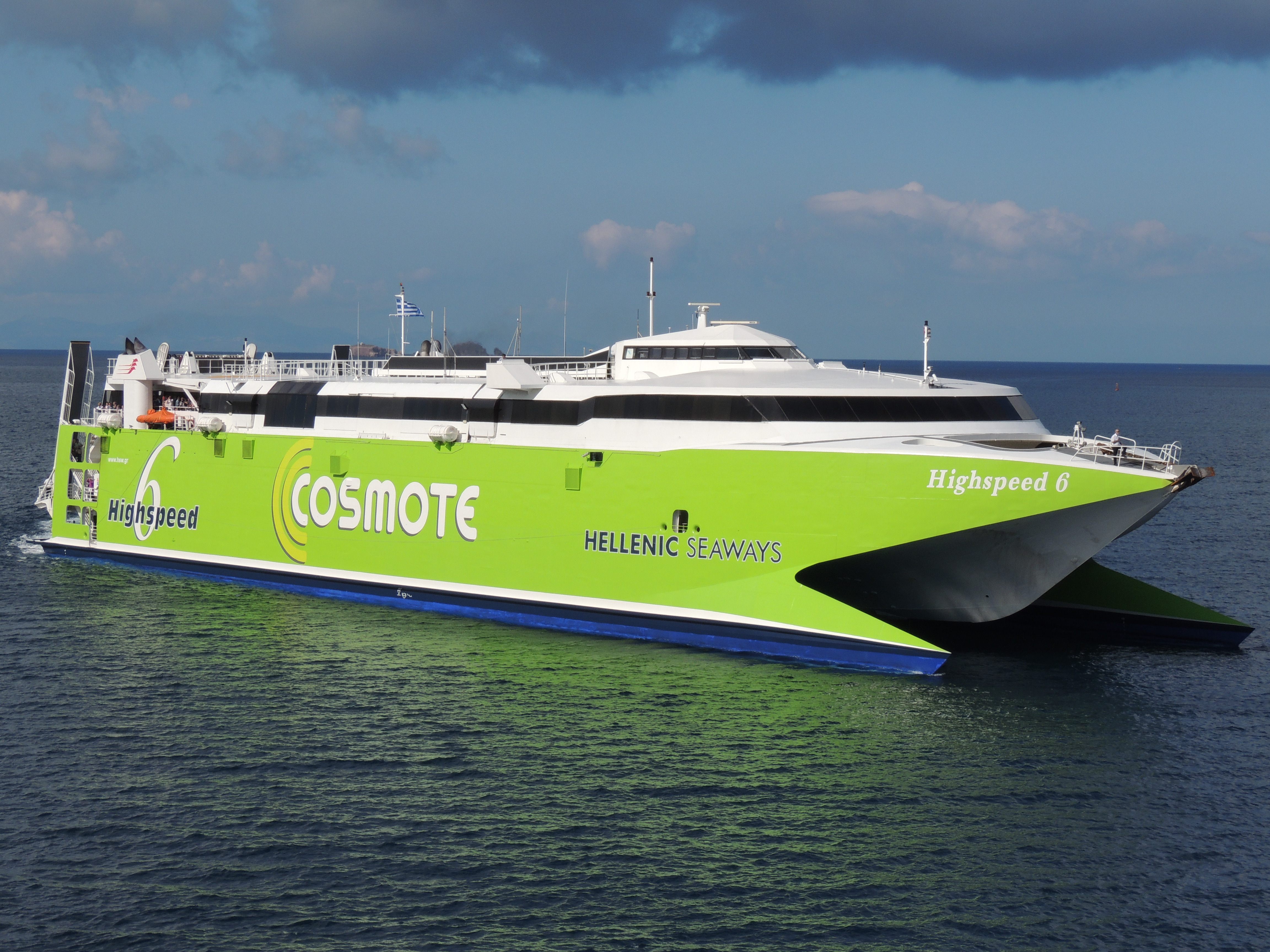
HIGHSPEED 6 (vormals Milenium) von Hellenic Seaways im Hafen von Paros

Incat, vollständig Incat Tasmania, ist ein australischer Hersteller von Hochgeschwindigkeitskatamaranen in Aluminiumbauweise. Der Sitz, des 1977 als International Catamarans gegründeten Unternehmens, befindet sich in Derwent Park bei Hobart auf Tasmanien. 1988 erfolgte die Umbenennung von International Catamarans in Incat Tasmania.
Das Unternehmen baut Katamarane für zivile und militärische Verwendungszwecke mit bis zu 112 m Länge und Dienstgeschwindigkeiten bis 40 Knoten (ca. 75 km/h). Verschiedene Bauten des Unternehmens errangen bei Rekordfahrten zu Werbezwecken in den 1990er Jahren das Blaue Band für schnellste Atlantiküberquerungen, normale Einsatzgebiete sind jedoch kürzere Fährrouten im Passagier- und Autofährdienst.
Zivile Betreiber in Europa bedienen mit Incat-Fähren Routen im Ärmelkanal, Kattegat und der Straße von Gibraltar. Militärische Betreiber sind beispielsweise die australischen Seestreitkräfte und die United States Navy, die diese Schiffe in Osttimor und im Irakkrieg einsetzen.
Ende der 1990er Jahre befand sich Incat in ernsthaften finanziellen Schwierigkeiten, die jedoch mit Hilfe mehrerer Neubauaufträge aus Europa, Asien und den USA (US Navy) schließlich gelöst wurden. Zur Konsolidierung trug auch bei, dass viele andere Mitbewerber aufgeben mussten und heute nur noch Austal, eine andere australische Werft, ebenfalls große Katamarane aus Aluminium anbietet.

## Bisher ausgeliefert
Stand bis Baunummer 89, Quelle: Website der Werft
| Rumpfnummer | Modell   | derzeitiger Name         | Betreiber                             | ehemalige Namen/ Bemerkungen |
| ----------- | -------- | ------------------------ | ------------------------------------- | --- |
| 001         |          | Jeremiah Ryan            |                                       | |
| 002         |          | James Kelly              |                                       | |
| 003         |          | A.K. Ward                |                                       | |
| 004         |          | Fitzroy                  |                                       | |
| 005         |          | Tangalooma               |                                       | |
| 006         |          | Amaroo II                |                                       | |
| 007         |          | Green islander           |                                       | |
| 008         |          | Quicksilver              |                                       | |
| 009         |          | Spirit of Roylen         |                                       | |
| 010         |          | Trojan                   |                                       | |
| 011         |          | Keppel Cat I             |                                       | |
| 012         |          | Thunderbird              |                                       | |
| 013         |          | Little Devil             | (Prototype)                           | |
| 014         |          | Pybus Rutherglen punt    |                                       | |
| 015         |          | Margaret Rintoul         |                                       | |
| 016         |          | Spirit of Victoria       |                                       | |
| 017         |          | Tassie Devil             |                                       | |
| 018         |          | Starship Genesis         |                                       | |
| 019         |          | 2000                     |                                       | |
| 020         | 30m Cat  | Our Lady Patricia        | Wightlink                             | nach Brand 2006 verschrottet |
| 021         | 30m Cat  | Our Lady Pamela          | Wightlink                             | 2010 verschrottet |
| 022         | 37m WPC  | Sea Flight               | Sea Flight Cruises                    | |
| 023         | 74m WPC  | Sea Speed Jet            | Seajets                               | 1990–1993: SeaCat Tasmania 1993: SeaCat Calais 1993–2000: Atlantic II 2002–2005: SeaCat France 2005–2014: Emeraude France 2014–2015: Superfast Cat                                    |
| 024         | 74m WPC  | Patricia Olivia          | Buquebus                              | |
| 025         | 74m WPC  | High Speed Jet           | Seajets                               | 1990–2004: Hoverspeed Great Britain 2004–2005: Emeraude GB 2005–2008: Speedrunner 1 2008–2011: Sea Runner 2011–2015: Cosmos Jet                                                       |
| 026         | 74m WPC  | Caldera Vista            | Seajets                               | |
| 027         | 74m WPC  | Pescara Jet              | Società Navigazione Alta Velocità     | |
| 028         | 74m WPC  | Naxos Jet                | Seajets                               | |
| 030         | 74m WPC  | Hanil Blue Narae         | Hanil Express                         | |
| 031         | 74m WPC  | Mandarin                 | Dae-A Express Shipping Co Ltd         | |
| 032         | 74m WPC  | Atlantic III             | Navegacion Atlandia SA                | |
| 033         | 78m WPC  | Jaume 1                  | Baleària                              | |
| 034         | 78m WPC  | Elanora                  | El Salam Maritime                     | |
| 035         | 78m WPC  | Mega Jet                 | Seajets                               | |
| 036         | 70m K50  | Juan Patricio            | Buquebus                              | |
| 037         | 78m K50  | Sunflower                | Dae-A-Gosok                           | |
| 038         | 81m WPC  | Jaume II                 | Baleària                              | |
| 039         | Project  | R & D Craft (Solar Boat) |                                       | |
| 040         | 81m WPC  | Rapid Link Jet           | Seajets                               | 1996–1998: Stena Lynx III 1998–1998: Elite 1998–1998: P&O Stena Elite 1998–2003: Stena Lynx III 2003–2004: Elite 2004–2011: Stena Lynx III 2011–2012: Sunflower 2 2012–2020: Orange 1 |
| 041         | 81m WPC  | Jaume III                | Baleària                              | |
| 042         | 86m WPC  | Champion Jet 2           | Seajets                               | |
| 043         | 86m WPC  | Tarifa Jet               | FRS                                   | |
| 044         | 86m WPC  | Champion Jet 1           | Seajets                               | |
| 045         | 86m WPC  | Speed One                | Speed Ferries                         | |
| 046         | 91m WPC  | T&T Express              | Port Authority of Trinidad and Tobago | |
| 047         | 91m WPC  | Express                  | P&O Irish Sea                         | |
| 048         | 91m WPC  | Max Mols                 | Molslinjen                            | |
| 049         | 91m WPC  | Skane Jet                | FRS                                   | |
| 050         | 96m WPC  | Manannan                 | Isle of Man Steam Packet Company      | |
| 051         | 96m WPC  | Bonanza Express          | Fred. Olsen Express                   | |
| 052         | 96m WPC  | Alboran                  | Naviera Armas                         | |
| 053         | 96m WPC  | Bencomo Express          | Fred. Olsen Express                   | |
| 054         | Project  | R & D Craft (Wing)       |                                       | |
| 055         | 96m WPC  | Bentago Express          | Fred. Olsen Express                   | |
| 056         | 96m WPC  | HIGHSPEED 6              | Hellenic Seaways                      | |
| 057         | 98m WPC  | Condor Voyager           | Condor Ferries                        | |
| 058         | 98m WPC  | Milenium Dos             | Trasmediterránea                      | |
| 059         | 98m WPC  | Hai Xia Hao              | Fujian Cross Street Ferries           | |
| 060         | 98m WPC  | T&T Spirit               | Port Authority of Trinidad and Tobago | 2002–2005: TSV-1X Spearhead (United States Army) 2005–2006:? |
| 061         | 98m WPC  | Swift                    | Seajets                               | 2003–2013: HSV-2 Swift (United States Navy) 2013–2015:? 2015–2016:? |
| 062         | 98m WPC  | Volcán de Tirajana       | Naviera Armas                         | |
| 063         | 17m WPC  | Sixty Three              | 17m Projects Pty Ltd                  | |
| 064         | 112m WPC | Natchan Rera             | Higashi Nihon Ferry Company           | |
| 065         | 112m WPC | Natchan World            | Higashi Nihon Ferry Company           | |
| 066         | 112m WPC | KatExpress 1             | Molslinjen                            | 2009–2009: MGC 66 2009–2012: Norman Arrow 2012–2017: KatExpress 1 |
| 067         | 112m WPC | Express 2                | Molslinjen                            | 2012–2017: KatExpress 2 |
| 068         | 85m WPC  | Akane                    | Sado Kisen Kabushiki-gaisha           | |
| 069         | 99m WPC  | Francisco                | Buquebus                              | |
| …           |          |                          |                                       | |
| 089         | 110m WPC | Saint John Paul II       | Virtu Ferries                         | |